# Nậm Ty (Điện Biên)
Nậm Ti  hay Nậm Ty là một sông nhỏ ở huyện Điện Biên, tỉnh Điện Biên Việt Nam, trong lưu vực của sông Đà .

## Dòng chảy
Nậm Ty bắt nguồn từ dãy núi ở biên giới Việt - Lào ở xã Hua Thanh , chảy theo hướng bắc đông bắc qua xã Mường Pồn. 21°26′53″B 102°53′51″Đ / 21,44806°B 102,8975°Đ
Tại Mường Pồn Nậm Ty chảy ra đường biên giới. Tại đây nó tiếp nhận dòng Nam Mac (Nậm Mậc) từ bên Lào chảy đến. Nam Mac, còn có tên là Nam Nen, có thủy vực rộng và là nguồn nước chính ở hợp lưu.
Từ điểm đó Nậm Ty tạo ra đường biên giới một đoạn ngắn, rồi hợp lưu với Nậm Chim thành dòng Nậm Mức.

## Thủy điện
Thủy điện Mường Pồn đã được xây dựng trên dòng Nậm Ty .

## Chỉ dẫn
1. ↑  Trong tiếng Tày-Thái "Nậm" đã có nghĩa là nước, sông, suối.